# Cryptops iucundus
Cryptops iucundus är en mångfotingart som beskrevs av Würmli 1972. Cryptops iucundus ingår i släktet Cryptops och familjen Cryptopidae. Inga underarter finns listade i Catalogue of Life.